# Powerglove
Powerglove to amerykański zespół powermetalowy założony w 2005 roku. Zespół gra metalowe wersje utworów z gier komputerowych oraz seriali i filmów z ich dzieciństwa.
Nagrali dwa albumy studyjne Metal Kombat for the Mortal Man (2007) oraz Saturday Morning Apocalypse (2010). W nagraniu ich ostatniego albumu uczestniczył Tony Kakko (wokalista zespołu Sonata Arctica). Nazwa zespołu pochodzi od kontrolera do konsoli NES – Power Glove.

## Muzycy

### Obecny skład zespołu
- Alex Berkson — gitara
- Chris Marchiel — gitara
- Nick Avila — gitara basowa
- Bassil Silver — perkusja

### Muzycy sesyjni
- Adam Spalding — gitara basowa (2005)
- Matt Piggot — gitara, syntezator (2007)
- Simon Jeker — saksofon (2007)
- Tony Kakko — wokal (2010)

## Dyskografia

### Albumy studyjne
- Metal Kombat for the Mortal Man (2007)
- Saturday Morning Apocalypse (2010)

### Minialbumy
- Total Pwnage (2005)